# دار الحكمة
دار الحكمة أو دار العلم هي جامعة أسسها الخليفة الفاطمي الحاكم بأمر الله عام 1004م/395هـ. وتذكر المصادر أنها حوت 1,600,000 مجلد ضمّت (6500) مخطوطة في الرياضيات و(18,000) مخطوطة (لم يتم ذكر المصادر) في الفلسفة وكان الدخول إليها والاستنساخ والترجمة مجاناً. يقول المؤرخ الكبير أحمد بن علي المقريزي:إن دار الحكمة في القاهرة لم تفتح أبوابها للجماهير إلاّ بعد أن فُرشت وزُينت وزخرفت وعُلقت على جميع أبوابها وممراتها الستور، وعُين لها القوام والخدم وكان عدد الخزائن فيها أربعين خزانة تتسع الواحدة منها لنحو ثمانية عشر ألف كتاب، وكانت الرفوف مفتوحة والكتب في متناول الجميع، ويستطيع الراغب أن يحصل على الكتاب الذي يريده بنفسه ما تيسر له ذلك، فإذا ضلّ الطريق استعان بأحد المناولين
الفرق بين بيت الحكمة ودار الحكمة
يجب التفريق بين بيت الحكمة التي أنشأها العباسيون والتي كانت في حاضرة الخلافة في بغداد ودمرها الغزو المغولي بعد اجتياح العاصمة العباسية والقضاء على الخلافة العباسية عام656 هـ وبين دار الحكمة والتي أنشئها الفاطميون في القاهرة على غرار بيت الحكمة في بغداد
تم تدمير بيت الحكمة بعد حصار بغداد 1258 أو أثناء الغزو المغولي بغداد عام 1258 تماما كما فعلو بجميع المكتبات الأخرى في بغداد قام المغول أو التتار، ويقال إن مياه نهر دجلة بقيت سوداء لمدة ستة أشهر بعد الغزو الوحشي عليها بسبب الحبر الذي انسال من كميات الكتب الهائلة التي رميت فيه، كما قام المغول بحرق كميات أخرى من الكتب قصدا لتدمير الحضارة الإسلامية التي بنيت على العلم والدين وهو أمر لم يحصل في أي حضارة أخرى.
أما دار الحكمة بالقاهرة فقد ظلت مركزا ثقاقياومنارة لنشر المذهب الشيعى حتى نهاية الدولة الفاطميه على يد صلاح الدين الأيوبى سنة 1171.فقد ابقى عليها صلاح الدين كمكتبه بعد أن قضى على دورها في نشر المذهب الشيعى.وظلت هكذا حتى غزو الأتراك العثمانين مصر سنة 1517 ونقل العثمانيين الكتب التي كانت تحتوى عليها إلى تركيا، وقد تعرضت دار الحكمة إلى التخريب بعد أن شب فيها حريق هائل أتى على الكثير من الكتب فيها وتعرضت أثناء ذلك إلى النهب والسلب إثر الخلاف الذي نشب بين الجنود السودانيين والأتراك في مصرأثناء حكم الدولة الفاطميه ولم يبق من هذه الدار سوى مئة ألف كتاب، يوم دخل صلاح الدين الأيوبي القاهرة.

## انظر أيضأً
- جامعة دار الحكمة.